# یواس‌اس ناراگاگس (ای‌اوجی-۳۲)
یواس‌اس ناراگاگس (ای‌اوجی-۳۲) (به انگلیسی: USS Narraguagas (AOG-32)) یک کشتی بود که طول آن 220 ft 6 in بود. این کشتی در سال ۱۹۴۴ ساخته شد.